# Rüdiger Naumann
Rüdiger Naumann (* 11. Dezember 1960) ist ein ehemaliger deutscher Fußballspieler. In der höchsten Spielklasse des DDR-Fußballs, der Oberliga, spielte er für den 1. FC Magdeburg.

## Sportliche Laufbahn
Bevor Naumann vom 1. FC Magdeburg in einem Pflichtspiel der 1. Mannschaft des 1. FC Magdeburg eingesetzt wurde, gehörte er ab 1978 für vier Jahre zum Aufgebot des FCM für die Nachwuchsoberliga. Er war dort als Stürmer nominiert. Im Mai 1982, in den beiden letzten Spieltagen der Saison, wurde Naumann schließlich in der DDR-Oberliga eingesetzt. Am 22. Mai stand er als Rechtsaußenstürmer in der Begegnung 1. FC Lok Leipzig gegen den FCM (3:2) in der Anfangself und wurde nach der Pause durch Frank Lieberam ersetzt.  Eine Woche später, beim 2:1-Sieg der Magdeburger gegen FC Karl-Marx-Stadt (2:1), war Naumann 90 Minuten als Rechtsaußen auf dem Platz. Zu Torerfolgen kam er in beiden Spielen nicht.
Trotz dieser beiden Erstligaeinsätze wurde Naumann in der folgenden Saison 1982/83 vom FCM nicht in das offizielle Oberligaaufgebot übernommen. Es rückte der vier Jahre jüngere Guido Krause aus der Nachwuchsmannschaft als fünfter Stürmer auf. Im Frühjahr 1983 wurde die Nachwuchsoberliga aufgelöst und der Großteil dieser Mannschaft spielte ab dem Spieljahr 1983/84 als FCM II in der drittklassigen Bezirksliga Magdeburg weiter.
Im November 1984 musste Naumann seinen Militärdienst antreten, bekam aber die Möglichkeit, bei der Armeesportgemeinschaft Vorwärts Dessau in der zweitklassigen DDR-Liga weiter Fußball zu spielen. Im Aufgebot wurde er als Mittelfeldspieler geführt. Er blieb auch über die Wehrpflicht hinaus bei der Vorwärts-Mannschaft und wechselte nach deren Auflösung in die Nachfolgegemeinschaft SG Dessau 89 über. Unterbrochen wurde seine Dessauer Zeit gegen Ende der Saison 1988/89 von einem Aufenthalt bei der BSG Motor Schönebeck. In der letzten eigenständigen Saison des ostdeutschen Fußballs lief er wieder für Schönebeck in der Landesliga Sachsen-Anhalt auf und nahm an der 1990/91er-Version des nationalen Pokalwettbewerbs teil.